# Kerk van Bourtange
De kerk van Bourtange in de Oost-Groningse plaats Bourtange is gebouwd in 1869 als vervanging van de oude garnizoenskerk. Die oude kerk, voor 1607 al in gebruik, was de eerste nieuw gebouwde protestantse kerk in de provincie Groningen. De kerk was als garnizoenskerk speciaal bestemd voor de in de vesting Bourtange gelegerde militairen.
Bij de herbouw van de kerk werd gebruikgemaakt van de materialen van de gesloopte garnizoenskerk. De grafzerken uit de oude kerk hebben weer een plek gekregen in de nieuwe kerk. De oudste grafzerk dateert uit 1613. Ook een drieluik uit de oude kerk met de tekst van de geloofsbelijdenis uit 1607 is in de nieuwe kerk bewaard gebleven.
De kerk wordt gebruikt voor de erediensten van de hervormde gemeente van Bourtange, die deel uit maakt van de Protestantse Kerk in Nederland  (PKN).